# Vechernyy Hill
Vechernyy Hill är en kulle i Antarktis. Den ligger i Östantarktis. Australien gör anspråk på området. Toppen på Vechernyy Hill är 22 meter över havet.
Terrängen runt Vechernyy Hill är varierad. Havet är nära Vechernyy Hill norrut. Trakten är obefolkad. Det finns inga samhällen i närheten. 